# Jurkowice (gromada w powiecie opatowskim)
Jurkowice – dawna gromada, czyli najmniejsza jednostka podziału terytorialnego Polskiej Rzeczypospolitej Ludowej w latach 1954–1972.
Gromady, z gromadzkimi radami narodowymi (GRN) jako organami władzy najniższego stopnia na wsi, funkcjonowały od reformy reorganizującej administrację wiejską przeprowadzonej jesienią 1954 do momentu ich zniesienia z dniem 1 stycznia 1973, tym samym wypierając organizację gminną w latach 1954–1972.
Gromadę Jurkowice z siedzibą GRN w Jurkowicach utworzono – jako jedną z 8759 gromad na obszarze Polski – w powiecie opatowskim w woj. kieleckim, na mocy uchwały nr 13f/54 WRN w Kielcach z dnia 29 września 1954. W skład jednostki weszły obszary dotychczasowych gromad Jurkowice, Marcinkowice, Czenników Karski i Czenników Opatowski oraz kolonia Tomaszów z dotychczasowej gromady Zochcin ze zniesionej gminy Opatów, a także obszar dotychczasowej gromady Jałowęsy ze zniesionej gminy Sadowie w tymże powiecie. Dla gromady ustalono 16 członków gromadzkiej rady narodowej.
Gromadę zniesiono 1 stycznia 1969, a jej obszar włączono do gromady Opatów.
Uwaga: Nie mylić z pobliską gromadą Jurkowice (w powiecie sandomierskim / staszowskim).